# Skazane
Skazane – polski serial obyczajowo-kryminalny w reżyserii Łukasza Jaworskiego oparty na brytyjskim serialu Prisoner's Wives emitowanym na antenie BBC One, emitowany na antenie Polsatu od 8 września do 1 grudnia 2015.

## Fabuła
Serial przedstawiał losy kobiet, których życiowi partnerzy znaleźli się w więzieniu. Każda z bohaterek pochodziła z innej grupy społecznej. W serialu pojawiała się żona wielkiego bossa mafijnego, która uczyła się prawdziwego życia po egzekucji majątku przez sąd oraz oczekująca dziecka młoda dziewczyna, która nie mogła uwierzyć w winę męża. Bohaterkami była również matka, której syn narkoman ukrywał broń, a ona go „zadenuncjowała” oraz dilerka narkotyków, której partner wziął na siebie jej winę, aby ich mały syn miał obok siebie matkę.

## Obsada
| Aktor                | Rola              |
| -------------------- | ----------------- |
| Monika Krzywkowska   | Sylwia Miller     |
| Ireneusz Czop        | Adam Miller       |
| Paulina Gałązka      | Marta Janisz      |
| Antoni Pawlicki      | Rafał Janisz      |
| Olga Bołądź          | Ola Kowalczyk     |
| Wojciech Błach       | Arek Gąsior       |
| Beata Ścibakówna     | Anna Kowalska     |
| Rafał Fudalej        | Olaf Kowalski     |
| Marianna Zydek       | Magdalena Kulesza |
| Sławomir Orzechowski | Roman Kulesza     |
| Magdalena Różańska   | Natalia Małecka   |
| Modest Ruciński      | Norbert Małecki   |
| Leszek Piskorz       | Henryk Bednarz    |
| Filip Gurłacz        | Maciej Miller     |
| Katarzyna Sawczuk    | Łucja Miller      |
| Urszula Grabowska    | Ewa Korman        |
| Marcin Perchuć       | Jan               |

## Spis serii
| Seria | Sezon       | Odcinki   | Premiera serii  | Finał serii    | Pora emisji  | Średnia oglądalność |
| ----- | ----------- | --------- | --------------- | -------------- | ------------ | ------------------- |
| 1.    | jesień 2015 | 1–13 (13) | 8 września 2015 | 1 grudnia 2015 | wtorek 21:35 | 1 266 333           |